# Championnats du monde de cyclisme juniors 2007
 (février 2016).
Si vous disposez d'ouvrages ou d'articles de référence ou si vous connaissez des sites web de qualité traitant du thème abordé ici, merci de compléter l'article en donnant les références utiles à sa vérifiabilité et en les liant à la section « Notes et références ».
Le championnat du monde de cyclisme juniors 2007 s'est déroulée à Aguascalientes (Mexique), entre le 9 et le 12 août 2007.

## Résultats

### Hommes

#### Cyclisme sur route
| Position | Cycliste                     | Nationalité | Temps   |
| -------- | ---------------------------- | ----------- | ------- |
| 1        | Diego Ulissi                 | Italie      | 3:07:05 |
| 2        | Daniele Ratto                | Italie      | m.t.    |
| 3        | Elia Favilli                 | Italie      | + 3 s   |
| 4        | Peter Sagan                  | Slovaquie   | + 4 s   |
| 5        | John Degenkolb               | Allemagne   | + 29 s  |
| 6        | Alfredo Balloni              | Italie      | + 30 s  |
| 7        | Daniel Summerhill            | États-Unis  | m.t.    |
| 8        | Jeffry Johan Romero Corredor | Colombie    | m.t.    |
| 9        | Vasco Pereira                | Portugal    | + 33 s  |
| 10       | Travis Meyer                 | Australie   | + 45 s  |